# Hollywood Forever (альбом)
Hollywood Forever — студийный альбом американской глэм-рок-группы L.A. Guns. Выпущен лейблом Cleopatra Records в 2012 году.

## Об альбоме
Пластинка Hollywood Forever стала, без преувеличения, триумфальной работой L.A. Guns — группы, которая c 1980-х годов занимала одну музыкальную нишу с Mötley Crüe, Guns N’ Roses, W.A.S.P., но чья карьера никогда не была столь же славной и успешной. Запись ознаменовала воссоединение трёх участников классического состава группы: Фила Льюиса, Стива Райли и Келли Никелса (последнее кратковременное сотрудничество «золотого» квинтета L.A. Guns датировано 2000-м годом), которые, наряду со Стэйси Блэйдсом и Скоттом Гриффином, подготовили для Hollywood Forever пятнадцать новых песен (последний альбом коллектива, полностью состоящий из оригинального материала, был выпущен в 2005-м).
Продюсированием диска был занят британец Энди Джонс, под руководством которого музыканты воссоздали звучание эпохи 80-х. За выходом альбома последовали концертные гастроли, по итогам которых был издан видеоальбом Live in Concert, содержащий запись выступления L.A. Guns 12 мая 2012 года и документальные ролики о работе над Hollywood Forever. В дополнение к этому коллектив исполнил три композиции: «You Better Not Love Me», «Araña Negra» и «Requiem (Hollywood Forever)» в лос-анджелесском клубе Circus Disco, районе Little Mexico и знаменитом голливудском кладбище Hollywood Forever — перформансы запечатлел и опубликовал на ресурсе YouTube клипмейкер Джек Фостер.
Диск занял 25-ю строчку в хит-параде Top Hard Rock Albums, засвидетельствовав коммерческое признание работы L.A. Guns — группе не удавалось попасть в чарты Billboard с момента выхода Hollywood Vampires в 1991 году. Музыкальные критики приняли Hollywood Forever с необычайной теплотой: вердиктом британского еженедельника Metal Forces было «вероятно, лучшая запись из всех, когда-либо выпущенных группой» , австралийского веб-сайта The Rockpit — «L.A. Guns создали один из лучших альбомов в своей карьере, в любой инкарнации». В греческом электронном журнале Rockpages о пластинке отозвались так: «Hollywood Forever — это великолепная запись, которая сочетает в себе товарные элементы слиз-рока с характерным голосом Льюиса. Композиции блестяще написаны и хорошо исполнены <…> L.A. Guns навеки! Отличный альбом!».

## Список композиций
| №   | Название                      | Длительность |
| --- | ----------------------------- | ------------ |
| 1.  | «Hollywood Forever»           | 4:42         |
| 2.  | «You Better Not Love Me»      | 4:17         |
| 3.  | «Eel Pie»                     | 2:40         |
| 4.  | «Sweet Mystery»               | 4:01         |
| 5.  | «Burn»                        | 4:01         |
| 6.  | «Vine St. Shimmy»             | 2:48         |
| 7.  | «Dirty Black Night»           | 4:50         |
| 8.  | «Underneath the Sun»          | 4:40         |
| 9.  | «Queenie»                     | 3:44         |
| 10. | «Crazy Tango»                 | 4:40         |
| 11. | «Venus Bomb»                  | 2:36         |
| 12. | «I Won’t Play»                | 3:09         |
| 13. | «Requiem (Hollywood Forever)» | 4:05         |
| 14. | «Araña Negra (Black Spider)»  | 4:59         |
| 15. | «Rattlesnake»                 | 2:55         |

## Участники записи
L.A. Guns:
- Фил Льюис — вокал
- Стэйси Блэйдс[англ.] — гитара
- Скотт Гриффин[англ.] — бас-гитара (кроме песни «Venus Bomb»), клавишные
- Стив Райли[англ.] — ударные

Дополнительные участники:
- Келли Никелс[англ.] — бас-гитара в песне «Venus Bomb»

## Комментарии
1. ↑  Ввиду затяжной судебной тяжбы об авторских правах на название L.A. Guns между участниками классического состава группы — Филом Льюисом и Трэйси Ганзом — с 2002 года существуют два одноимённых коллектива, которые СМИ, как правило, именуют Phil Lewis’ L.A. Guns и Tracii Guns’ L.A. Guns. Настоящий альбом входит в дискографию Phil Lewis’ L.A. Guns.